# ココシルこまえ

ココシルこまえは、東京都狛江市が運営する高齢者、障がい者、ベビーカー利用者を含めた市民のユニバーサルモビリティ環境の実現をテーマとした歩行者移動支援サービス。
「ココシルこまえ（街の情報提供）」と「バリアフリーナビ」の2つのアプリケーションから構成される。
2013年（平成25年）度に国土交通省推進モデル事業として狛江市が立候補し誕生した。2014年（平成26年）2月1日から運用開始。

## ココシルこまえ
狛江市内の公共施設や店舗の情報を提供。WEB版とアプリ版があり、アプリ版は現在位置から、避難所やAEDの設置場所等の防災情報の把握、散策ルートの検索ができる。
情報提供は、公共施設や店舗等の「静的」な情報だけでなく、その最新情報や口コミ等の「動的」な情報も提供する。
公共施設や店舗の情報には、バリアフリー情報を掲載している。

## バリアフリーナビ
狛江市内を循環するコミュニティバスの停留所から狛江市内の公共施設（51施設）までの経路を、車いす利用者、高齢者、ベビーカー利用者、健常者の属性に合わせたナビゲーションで提供。GPSとWi-Fiにより、その場所に合わせてナビゲーションをする。2014年2月の運用開始に先立ち、新聞、テレビでも紹介された。

## 医療・介護・地域資源マップ
ココシルこまえの姉妹版アプリケーションとして、狛江市内の医療機関、介護事業所、地域資源の情報を発信・検索できる「狛江市医療・介護・地域資源マップ」を提供している。地図情報への展開に優れた効果を持つアプリケーションで、2020年10月現在で約300の資源情報が登録されている。